# Église Sainte-Marie-Madeleine de Tournai
 (avril 2022).
Si vous disposez d'ouvrages ou d'articles de référence ou si vous connaissez des sites web de qualité traitant du thème abordé ici, merci de compléter l'article en donnant les références utiles à sa vérifiabilité et en les liant à la section « Notes et références ».
L'église Sainte-Marie-Madeleine est une ancienne église située dans la ville de Tournai dans la province de Hainaut en Belgique.